# Magnolia (album)
Magnolia is een studioalbum van The Pineapple Thief. Voor wat betreft de muziek is het een voortzetting van de stijl die de muziekgroep van Bruce Soord inzette bij het album All the Wars, korte popliedjes, die leunen tegen de progressieve rock. Hier en daar werd de muziek vergeleken met die van Muse. De teksten zijn aan de sombere kant. De nieuwe drummer Daniel Osborne zorgde tevens voor de productie en platenhoes. Soord had hoge verwachtingen van het album door de fraaie productie en hoes. Hij werd echter teleurgesteld; het werd commercieel gezien niet het gewenste succes en met name de drummer, die er veel tijd in had gestoken, raakte behoorlijk ontgoocheld. 
Na de uitgifte werd er een tournee gehouden, waarbij de band ook diverse malen in Nederland optrad. Desondanks bleef het album uit zowel de Nederlandse als Belgische Album top 100.

## Musici
- Bruce Soord – zang, gitaar, toetsinstrumenten, percussie
- Steve Kitch – toetsinstrumenten waaronder mellotron
- Jon Sykes – basgitaar, achtergrondzang
- Daniel Osborne – slagwerk, achtergrondzang, percussie

Met
- strijkorkest onder leiding van Andrew Skeet
- Darran Charles – gitaar op Sense of fear en The one you left to die
- Joe Carter – trompet op Bond

## Muziek
| Nr. | Titel                           | Duur |
| --- | ------------------------------- | ---- |
| 1.  | Simple as that (Soord)          | 4:02 |
| 2.  | Alone at sea (Soord)            | 5:21 |
| 3.  | Don’t tell me (Soord)           | 3:35 |
| 4.  | Magnolia (Soord)                | 3:47 |
| 5.  | Seasons past (Soord)            | 4:15 |
| 6.  | Coming home (Soord)             | 3:06 |
| 7.  | The one you left to die (Soord) | 4:20 |
| 8.  | Breathe (Soord)                 | 2:50 |
| 9.  | From me (Soord)                 | 2:36 |
| 10. | Sense of fear (Soord)           | 4:31 |
| 11. | A loneliness (Soord)            | 3:21 |
| 12. | Bond (Soord)                    | 4:32 |

| Nr. | Titel                              | Duur |
| --- | ---------------------------------- | ---- |
| 1.  | The fins fan me (Soord, Steve Coe) | 3:57 |
| 2.  | The one you left to die (Soord)    | 4:18 |
| 3.  | Seasons past (Soord)               | 4:18 |
| 4.  | Don’t tell me (Soord)              | 2:58 |
| 5.  | Magnolia (Soord)                   | 3:47 |
| 6.  | Steal this life (Soord, Steve Coe) | 4:06 |